# الرياض بارك
الرياض بارك هو مركز تجاري للتسوق والترفيه في الرياض، المملكة العربية السعودية.

## تاريخ
افتتح المركز التجاري في عام 2017، وتضمن عدد كبير من الماركات العالمية، في الأزياء والموضة، والأحذية والشنط، والتنقيات، بجانب افتتاح دار السينما بمركز التسوق في 30 أبريل 2018.

## هندسة عامة
يغطي مركز التسوق مساحة 132000م 2. يبلغ اجمالي استياعب ساحة انتظار السيارات قرابة 2000 سيارة.

## المستأجرين
يتميز مركز التسوق بمتحف الأوهام.